# Шеикат Датина
Шеикат Датина (арап. مشيخة العقربي) био је феудална држава на југу Арабијског полуострва, источно од луке Аден. Овај шеикат је од 19. вијека био под контролом Британске империје као дио Протектората Аден. Данас је територија овог бившег шеиката дио јеменске мухафазе Абјан.
Пријестоница овог шеиката била је прво Ал-Хафа, а након 1944. градић Мудиа.

## Историја
Територија Датине крајем 19. вијека настањивала су углавном два племена: Ахл ал-Саиди и Олах (ал-Улах) које је било подијељено у двије гране: Улах ал-Кхаур и Улах ал-Бахр.
Након што је Британија заузела луку Аден 1839. године, она је настојала осигурати мир у непосредном залеђу луке Аден, због тога су почели потписивати уговоре о заштити крајем 19. вијека са свим затеченим племенских државицама у окружју Адена па тако и са племенским вођама из земље Датина. Тако је и Шеикат Датина, постао један од чланова Протектората Аден, са својих 8 хиљада становника. Овај планински крај познат је и као Ал-Хамдани, у њему је већина становника живјела је по ријетким плодним котлинама вадија : Датина, Ал-Хар, Таран, Ал-Гхамр, Ал-Хумајра, Ал-Маваран, Саб, Уруфан, Маран, Азан и Дура. Највећи град овог планинског слабо насељеног подручја и највеће трговиште био је град Ал-Хафа, зван и Сук ал-Саиди (трговиште господе), у њему се сваке године састајало-племенско вијеће Датине — меџлис, које је формално управљало овом државом. По упутству британског савјетника-администратора 1944. сједиште овог шеиката пресељено је у град Мудиа, који је био ближи и доступнији Адену.
Датина се 1960. године придружила Федерацији Арапских Емирата Југа, опет по упутству британаца, ту одлуку формално је одобрило племенско вијеће — меџлис. Од 1962. до 1967. године Датина је била у саставу Федерације Јужне Арабије, у том периоду је промјењен систем владања, од 1965. године племенско вијеће — меџлис, бира предсједника-шеика за сваку годину.
Посљедњи шеик ове феудалне државе био је Абд ал-Кадир ибн Шаја, он је развлашћен 1967. кад је укинут Шеикат Датина, те на њеној територији успостављена држава Јужни Јемен.